# Szkoła wywiadowczo-dywersyjna we wsi Bieszun
Szkoła wywiadowczo-dywersyjna we wsi Bieszuj – niemiecki ośrodek wywiadowczy i dywersyjny skierowany przeciwko ZSRR podczas II wojny światowej.
Szkoła została utworzona w maju – czerwcu 1943 r. we wsi Bieszuj na Krymie. Na jej czele stał feldfebel Murbach. Szkolono w niej agentów wywiadowców-dywersantów, przerzucanych następnie na północny Kaukaz. Kursanci byli werbowani spośród byłych milicjantów i urzędników administracji lokalnej, a także jeńców wojennych z Armii Czerwonej. Werbunek prowadzili osobiście członkowie kolaboracyjnego Karaczajewskiego Komitetu Narodowego: przewodniczący Bajramukow, jego zastępca Tatarkułow i Lajpanow. 
W szkole szkolono jednocześnie do 200 agentów, którzy byli podzieleni na grupy po 10-12 osób według pochodzenia (grupa karaczajewska, osetyńska, rosyjska itd.). Szkolenia trwały od 3 do 5 tygodni. Agenci byli przerzucani przez linię frontu samolotami i zrzucani na spadochronach. W drugiej połowie 1943 r. szkoła została rozformowana, zaś kursantów przekazano pod zwierzchnictwo Karaczajewskiemu Komitetowi Narodowemu.